# Leucania albivena
Leucania albivena là một loài bướm đêm trong họ Noctuidae.
Loài này được tìm thấy ở Ma-rốc đến Libya, Trung và Nam Âu, Thổ Nhĩ Kỳ, Israel, Iran và Turkmenistan.
Bướm trưởng thành bay quanh năm. Có nhiều thế hệ được sinh ra mỗi năm.
Ấu trùng ăn nhiều loài Gramineae.